# Мавзолей Джучи-хана
Мавзолей Джучи-хана (каз. Жошы хан кесенесі) — памятник архитектуры XIV века, расположенный в Улытауском районе Улытауской области в 50 км к северо-востоку от Жезказгана, недалеко от села Малшыбай. По преданию, в мавзолее похоронен старший сын Чингиз-хана — Джучи.

## Описание
Мавзолей расположен на невысоком, но доминирующем холмистом берегу реки Каракенгир и хорошо виден издалека. Мавзолей имеет портально-купольную структуру. Размеры мавзолея в плане 7,25×9,52 м, сохранившаяся высота портала 7,85 м, купола — 7,1 м.
Главный фасад ориентирован на юго-запад и состоит из пештака — портала со стрельчатой аркой над глубокой нишей входного проёма. На главном фасаде глубокая стрельчатая ниша высотой 4,5 м обрамлена П-образной углубленной рамкой, которая первоначально была наполнена поливными плитами размерами 45×45 см.
Мавзолей перекрыт куполом с двойной оболочкой. Оригинал внешнего купола не сохранился, раньше он опирался на звёздчатый 17-гранный барабан очень редкой формы и был облицован плитками и бирюзовой поливой. Такими же плитами было заполнено П-образное обрамление глубокой арочной ниши на портале. Ниша перекрыта полукуполом, опирающаяся на паруса в виде ячеистых сталактитов из кирпича. Внутренняя оболочка купола, перекрывающая квадратную камеру, опирается на арочные паруса.
Здание возведено из красного жжённого кирпича (26×29×5 см) на неглубоком фундаменте из кирпичного боя. Стены мавзолея не имеют архитектурно-декоративных украшений. Стены внутри мавзолея оштукатурены глиняно-саманным раствором. Пол мавзолея вымощен кирпичом. В глубине камеры находится надгробие. Для освещения камеры наверху, у основания купола, на отметке 3,28 м, на поперечной оси, сделаны два небольших световых проёма размером 35×55 см.

## Исследование и защита
Первые сведения о памятнике в письменных источниках относятся к XVI веку и встречаются у Хафиз-и Таныша Бухари в его сочинении «Шараф-наме-йи шахи». Описывая поход 1582 года бухарского правителя Абдулла-хана II на Улытау, он упоминал мавзолей:
В субботу 6 (числа этого) месяца (хан) остановился около (навахи) Сарай перед мазаром Джучи-хана.
Сведения о мавзолее имеются в материалах разведывательных экспедиций, путешественников, топографов, военных. В 1946 году памятник был обследован Центрально-Казахстанской археологической экспедицией под руководством Алькея Маргулана, который отнёс погребения в мавзолее к Джучи-хану и его жене.
В ходе исследований внутри мавзолея было вскрыто два погребения. В погребении №1 были обнаружены остатки деревянного гроба, разрозненные кости человека, кости животных, череп верблюда и фрагменты кожи, ткани, знамени. В погребении №2 – кости другого скелета, остатки деревянного гроба, фрагменты ткани, кожи. Дно погребения было выложено плитками, среди которых две были декорированы эпиграфическим орнаментом. Вероятно, погребение №2 было сделано позже погребения №1. Реставрация мавзолея Джучи-хана выявила два этапа строительства. На основании письменных и археологических данных, а также радиоуглеродного датирования, строительство мавзолея было отнесено к XIV веку. Сооружения исламской архитектуры над захоронениями ханов и знати появляются после принятия ислама как официальной религии в Золотой Орде в начале XIV века. Второй этап строительства мавзолея (надстройка внешнего купола), скорее всего, относится к тимуридскому времени. Возраст гроба в погребении №1 датирован 1245 годом с ошибкой +/- 25 лет (2 сигма). Погребальный обряд выполнен в сочетании мусульманского и доисламского культов. Возраст погребения №1 старше здания мавзолея, но моложе даты смерти Джучи-хана. Скорее всего, захоронение Джучи-хана отсутствует в мусульманском мавзолее. Представители «золотого рода» борджигинов, к которому относился Джучи, хоронились тайно, по языческим ритуалам. Погребение №1 могло принадлежать умершему человеку мусульманского вероисповедования, возможно, принадлежавшего к роду Джучи. Над его погребением был выстроен мавзолей, который назван именем «Джучи».
О мавзолее есть народные легенды. По преданиям, Джучи-хан погиб во время охоты, будучи растерзанным вожаком косяка диких животных, хромоногим куланом, который был ранен стрелой. Убегавший кулан внезапно развернулся, бросился на Джучи, сорвал хана с коня и отгрыз ему правую руку.
В 1982 году мавзолей Джучи-хана был включен в список памятников истории и культуры Казахстана республиканского значения и взят под охрану государства.